# Das grüne Herz Österreichs
Das Grüne Herz Österreichs ist eine weithin bekannte Wort-Bild-Marke aus dem Jahr 1972, die in der Tourismuswerbung des österreichischen Bundeslandes Steiermark verwendet wird.

## Geschichte und Verwendung

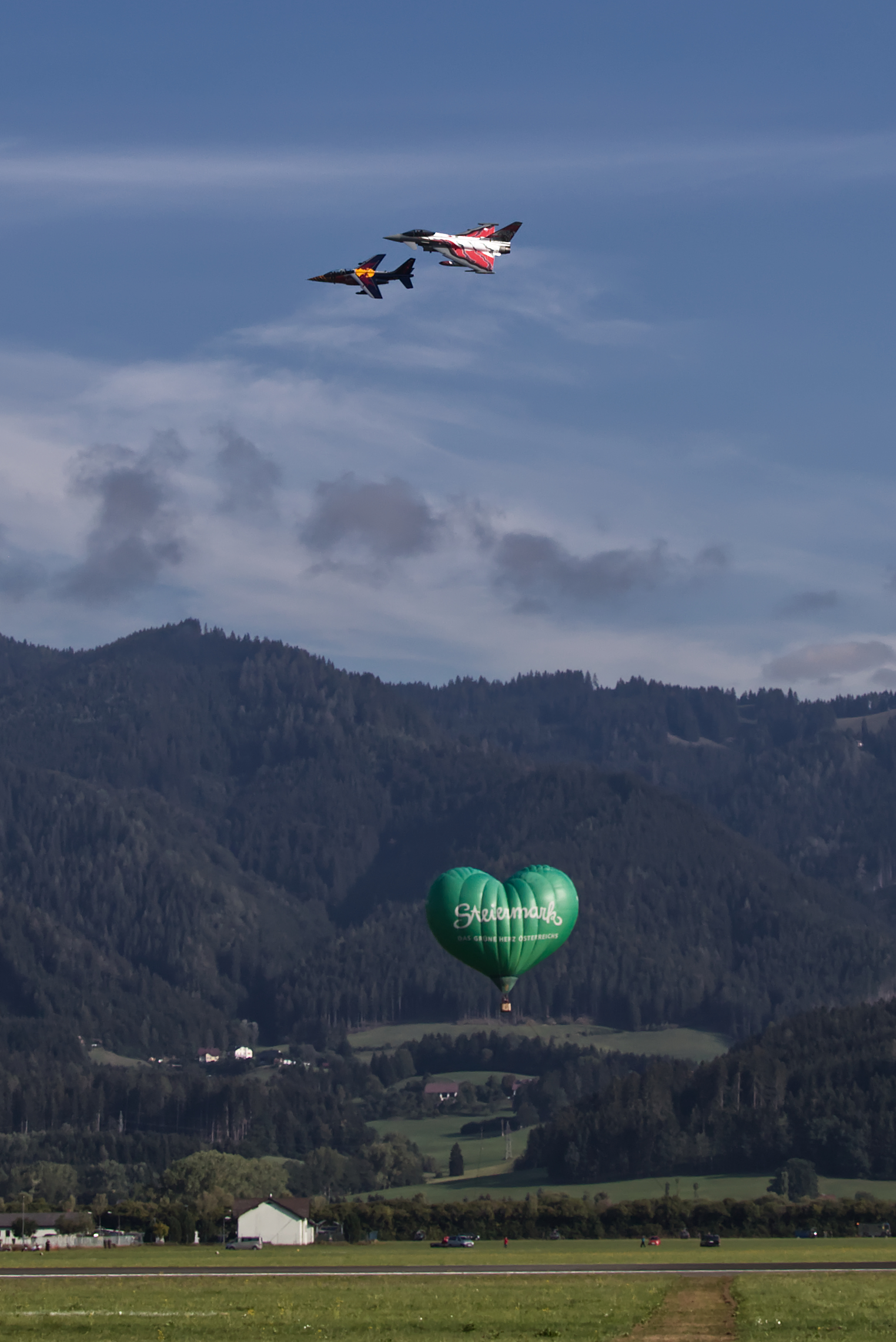
Einsatz des Logos in Form eines Flugballons bei einer Flugschau

Das Bild von der grünen Steiermark (auch „Grünen Mark“) ist althergebracht. Es nimmt Bezug auf den Umstand, dass die Steiermark das waldreichste Bundesland Österreichs ist (rund 61 Prozent Anteil an der Landesfläche). Der Wald als Kulturlandschaft – und damit indirekt auch seine Farbe – nahm lange Zeit eine bedeutende Stellung im Denken der Bevölkerung ein, was sich in den Textvarianten der steirischen Landeshymne niederschlägt und sich auch in dem in der europäischen Heraldik selten vorkommenden Grün als Landesfarbe zeigt.
In Anlehnung an diese Tradition schuf 1972 der Grazer Künstler Helmut Gross (1942–2010) auf Anregung des zuständigen Landesrates Franz Wegart die Wort-Bild-Marke, die sogleich von der Steiermark-Tourismuswerbung in Anspruch genommen wurde und sich bald zu einem überaus bekannten Markenzeichen entwickelte. 
Nach einer Umfrage aus dem Jahr 2010 sind Logo und Motto 88 Prozent aller Österreicher bekannt und erreichten hohe Werte in Bezug auf Einprägsamkeit, Wiedererkennungswert und Glaubwürdigkeit. Die Wort-Bild-Marke wird auch außerhalb des Tourismus-Bereichs, etwa von steirischen Unternehmen und bei vom Land Steiermark geförderten Sportveranstaltungen verwendet.
Die Steirische Tourismus GmbH ist Inhaberin der beim EU-Markenamt (EUIPO) registrierten Wortbildmarke „Steiermark Das grüne Herz Österreichs“.